# Rokkakudo
Rokkakudo, född 17 april 2010 på Menhammar stuteri i Ekerö i Stockholms län, död 14 juli 2020 i Skara, var en svensk varmblodig travhäst. Han tränades av Anna Forssell och kördes oftast av Ulf Ohlsson.
Rokkakudo tävlade åren 2012–2015, därefter gjorde han comeback 2018. Han sprang in cirka 4,9 miljoner kronor på 50 starter varav 4 segrar, 4 andraplatser och 4 tredjeplatser. Han tog karriärens största seger i Svenskt Trav-Kriterium (2013). Han kom även på fjärdeplats i Korta E3 (2013).
När han vann finalen av Svenskt Trav-Kriterium den 29 september 2013 på Solvalla blev hans tränare Anna Forssell den första och hittills enda kvinnan som vunnit det klassiska travloppet.